# Диань, Виктор (футболист, 2000)
Моха́мед Викто́р Дьянь (фр. Mohamed Victor Diagne; род. 13 октября 2000) — сенегальский футболист, полузащитник.

## Карьера
В марте 2020 года стал игроком латвийского клуба «Валмиера». Дебютировал в Высшей лиге Латвии в матче против клуба «Рига». Сыграл в Кубке Латвии в матче против рижского «Динамо». В августе 2020 года дебютировал в Лиге Европы УЕФА в матче против клуба «Лех».